# Malmöflickorna
Malmöflickorna är en gymnastikförening som bildades 1954 av Leida Leesment i Ernst Idlas anda. Leida Leesment hade dels som elev och dels som assistent till Idla varit engagerad i rytmisk gymnastik alltsedan hon kom till Sverige som estnisk flykting 1944. Leesment flyttade till Malmö 1951 med familjen och började arbeta som gymnastiklärare. 1954 kände hon att tiden var mogen för att starta Malmöflickorna. Efter henne drevs gruppen av dottern Tiina Leesment Bergh.

## Framträdanden
Malmöflickorna har allt sedan starten varit en mycket populär och engagerad grupp. I drygt 30 länder på världens alla kontinenter har man genomfört över 1500 uppvisningar allt sedan starten. Man har visat upp sig under flera fotbolls-VM och uppträtt många gånger i Las Vegas tillsammans med storheter som Judy Garland. Gruppen har även medverkat i många föreställningar på Malmö Opera, bland annat 2012 i Madama Butterfly. Man har gästat Ed Sullivans TV-show fyra gånger, Eurovision Song Contest 1992 och Norsk Militær Tattoo 2004 och 2010. Gruppen kallas för Malmös stolthet och har tillsammans med ledarna fått många utmärkelser genom åren.